# WISEPA J182831.08+265037.8
WISE 1828+2650，全称为WISEPA J182831.08+265037.8，是广域红外线巡天探测卫星（WISE）于2011年在天琴座西南角发现的一颗棕矮星。它和WISE 0410+1502，WISE 1405+5534，WISE 1541-2250，WISE 1738+2732以及WISE 2056+1459一起被公布，这六颗恒星是人类发现的第一批的Y型棕矮星。
WISE 1828+2650的表面温度低于300K，是目前已知温度最低的棕矮星。它的恒星光谱>Y0型也是目前最新被发现的光谱分型，被认为是Y型棕矮星的原始星成员。WISE 1828+2650利用光度测量的距离大约是<9.4秒差距（30.7光年）。